# Santos León Herrera
Santos León Herrera (San José, 21 de mayo de 1874 - 8 de mayo de 1950) fue un maestro, ingeniero y político costarricense que ejerció la Presidencia de la República por dieciocho días, bajo el cargo de «Tercer Designado», para servir como puente entre el gobierno de Teodoro Picado Michalski y la llamada Junta Fundadora de la Segunda República, presidida por José Figueres Ferrer, al finalizar la Guerra civil de 1948.

## Biografía
Nació en San José, 21 de mayo de 1874. Es hijo de Fermín León Quesada y Balvina Herrera de León. Contrajo matrimonio el 9 de abril de 1904 con Luisa Zavaleta Brenes y tuvieron 6 hijos; Rafael y Balvina León Zavaleta.

## Carrera
Santos León fue maestro de escuela en sus primeros años. Se graduó de ingeniero en 1907. Fue diputado de la Constituyente que promulgó la Constitución de 1917, bajo la convocatoria de Federico Tinoco Granados. En dos ocasiones más fue diputado, sirviendo en el Congreso hasta 1930. El presidente Ricardo Jiménez Oreamuno lo designó como Secretario de Gobernación durante toda su tercera administración (1932-1936). Fue nombrado presidente del Consejo Electoral de la República durante la administración del doctor Rafael Calderón Guardia (1940-1944). Durante la administración de Teodoro Picado Michalski (1944-1948) el Congreso lo nombró como «Tercer Designado» para ser llamado a ejercer la presidencia de la República. El «Primer Designado» en ese período fue Francisco Calderón Guardia y el «Segundo Designado» fue René Picado Michalski.

## Revolución de 1948
Las elecciones presidenciales del domingo 8 de febrero de 1948, fueron ganadas por el candidato Otilio Ulate Blanco del Partido Unión Nacional, contra Rafael Calderón Guardia, candidato del Partido Republicano Nacional, afín al grupo que estaba en el poder. El desconocimiento de las elecciones por parte del grupo gobernante, alegando que las papeletas presidenciales perecieron en un incendio nunca esclarecido, desencadenó una guerra civil en el período comprendido entre el 12 de marzo y el 19 de abril de 1948.
La Guerra Civil finalizó con el Pacto de la Embajada de México el 19 de abril de 1948, mediante el cual se realizaron conversaciones y negociaciones entre las partes beligerantes. Se llegó a un acuerdo en el que se establecían el ejercicio del Poder Ejecutivo en cabeza del ingeniero Santos León Herrera, quién se encargaría de organizar el nuevo gobierno; se tomarían medidas para la retirada de las tropas del gobierno; se daría la salida del país de los jefes militares y funcionarios más importantes; se finalizaría la acción armada y las fuerzas del Ejército de Liberación Nacional avanzarían a sus nuevas posiciones; garantizando la vida y bienes de todos los ciudadanos; así como el respeto de las garantías sociales
Usando el papel de la Embajada de México, el presidente Picado Michalski le escribió el 14 de abril de 1948 a Santos Herrera:

El Padre Núñez y Pancho (Francisco Esquivel) le explicaron el sacrificio que el país exige de usted y las gravísimas circunstancias que lo ameritan. Usted le ha prestado a la República los mejores servicios en una vida aureolada de extraordinaria rectitud y honradez. Ahora le pido una nueva [...]. Confio en que usted no habrá de negarle a Costa Rica, a la que le debemos todas nuestras devociones, la prueba de patriotismo que le demanda y me suscribo su afectísimo y sincero amigo. T. Picado

El Presidente Santos León gobernó durante los siguientes 18 días, como «Designado a la Presidencia», acompañado de un grupo de Secretarios de Estado escogidos entre los ciudadanos que habían actuado en la revolución a favor de Figueres. Esta coyuntura sirvió para que ambos grupos trataran de volver a la calma y negociaran la transición del poder. El 8 de mayo de 1948, Santos León entrega el poder a la Junta Fundadora de la Segunda República y en ese acto dijo las siguientes palabras:

Cumplo ese mandato (el constitucional) enviándoos el breve mensaje que es posible a quien, por consecuencia de los extraordinarios sucesos acaecidos en los últimos meses y que todo el país conoce, se ha visto obligado a asumir la Presidencia de la República en su carácter de Tercer Designado hace apenas diez días. [...] Con profundo dolor vimos a la Nación envuelta en una cruenta lucha fratricida. Las soluciones ponderadas y sensatas no pudieron imponerse y frenar la violencia que al fin se desató originando la guerra civil de la que estamos saliendo.

El 8 de mayo de 1948, el poder quedó en manos de la Junta Fundadora de la Segunda República, presidida por José Figueres Ferrer, que gobernó por los siguientes 18 meses.

## Fallecimiento
Falleció en San José, el 8 de mayo de 1950 a los 75 años de edad.
| Predecesor: Teodoro Picado Michalski | Presidente de Costa Rica (Interno) 20 de abril - 8 de mayo de 1948 | Sucesor: Junta Fundadora de la Segunda República |